# Гоц, Сергей Степанович
Сергей Степанович Гоц (род. 9 марта 1954, Белебей, Башкирская АССР) — радиофизик, доктор физико-математических наук (1998), профессор (1999), изобретатель СССР (1991).

## Биография
Гоц Сергей Степанович родился 6 марта 1954 года в городе Белебей Башкирской АССР. В 1977 году окончил Башкирский государственный университет. После окончания университета в 1984—1988 годах остался работать старшим научным сотрудником в этом же университете.
В 1984 году в Ленинградском государственном университете по специальности 01.04.10 — «Физика полупроводников и диэлектриков» защитил кандидатскую диссертацию на тему: «Флуктуационные токовые процессы на поверхности полупроводников в сильных электрических полях». С 1992 года — доцент кафедры физической электроники БашГУ.
В 1998 году в Московском государственном университете по специальности 01.04.03 — «Радиофизика» защитил диссертацию на соискание ученой степени доктора физ.-мат. наук на тему «Флуктуационные процессы в микро- и наноэлектронных эмиссионных приборах».
С 2000 г. — профессор кафедры физической электроники и нанофизики БашГУ. Преподает следующие дисциплины: статистическая радиофизика; флуктуационные процессы в физических системах, теоретическая радиотехника; общая теория связи; системы и сети передачи дискретных сообщений, цифровая обработка сигналов.
Научные труды посвящены физике полупроводников и диэлектриков, статистической радиофизике, программированию автоматизированных систем цифровой обработки сигналов. Гоц разработаны методы и средства измерения электростатических и электрофизических характеристик неметаллических материалов, прибор ЦМИЭП‑3 для измерения напряжённости электростатичкого поля и другие Автор более 100 научных работ и 20 изобретений.

## Труды
Гоц С. С. является автором 35 изобретений. Имеет более 150 публикаций учебно-методического и научного характера, из них — десять учебных пособий и курсов лекций, в том числе:
- Статические процессы в электронных приборах. Уфа, 1991 (авторҙ.); Основы построения и программирования автоматизированных систем цифровой обработки сигналов. 4-е изд., доп. Уфа, 2009.
- Гоц С. С. Системы и сети передачи дискретных сообщений. — Учебное пособие. Уфа, 2001, 84 с.
- Гоц С. С. Основы построения и программирования автоматизированных систем цифровой обработки сигналов. Учебное пособие. 1-е издание. — Уфа, 2003, 142 с.
- Гоц С. С. Основы построения и программирования автоматизированных систем цифровой обработки сигналов. Учебное пособие. 2-е издание. — Уфа, 2004, 168 с.
- Гоц С. С., Ямалетдинова К. Ш., Васильев В. А., Хиразов Э. Р. Статистические методы и автоматизированные системы контроля качества. — Учебное пособие. — Уфа, 2005, 207 с.
- Гоц С. С., Ямалетдинова К. Ш., Васильев В. А., Хиразов Э. Р. Статистические методы и обработка изображений в автоматизированных системах управления качеством. — Монография. — Уфа, 2005, 227 с.
- Гоц С. С. Основы описания и компьютерных расчетов характеристик случайных процессов в статистической радиофизике. — Учебное пособие. — Уфа, 2005, 166 с
- Гоц С. С. Основы построения и программирования автоматизированных систем цифровой обработки сигналов. — Учебное пособие. 3-е издание. — Уфа, 2006, 212 с.
- Гоц С. С. Основы радиоэлектроники. — Курс лекций. — Уфа, 2007, 135 с.
- Бондарук А. М., Гоц С. С. и др. Автоматизированные системы управления качеством в технологических процессах. — Уфа, «Монография», 2007. — 144 с.
- Основы построения и программирования автоматизированных систем цифровой обработки сигналов. 4 е изд., Уфа, 2009.
- Гоц С. С. Теория электрической связи. — Курс лекций. — Уфа: РИО БашГУ, 2009. — 132 с.

Статистические процессы в электронных приборах. Уфа, 1991 (соавт.); Основы построения и программирования автоматизированных систем цифровой обработки сигналов. 4‑е изд., доп. Уфа, 2009.

## Награды
- Бронзовая медаль ВДНХ СССР (1986)
- Нагрудный знак «Изобретатель СССР» (1991)
- почётная грамота Министерства образования России (2006).